# Autumn in Hiroshima
Autumn in Hiroshima is alweer het zesde studioalbum van 2008 van Tangerine Dream of in dit geval Edgar Froese. Het is het derde deel van de serie Five Atomic Seasons, dat in 2009 een vervolg moet krijgen. Autumn werd al aangekondigd in 2007, maar deed er lang over om uitgegeven te worden. Froese vormt de band nu in zijn eentje en componeert en speelt de muziek, ontwerpt de hoes en produceert het geheel. De release werd in juli 2008 opnieuw uitgesteld. Het album is in Froeses eigen Eastgate studio in Wenen opgenomen.

## Musici
- Edgar Froese – alle instrumenten
- Barbara Kindermann – zang op (3)
- Iris Camaa – zang op (8)
- Linda Spa – dwarsfluit op (9)
- Bernard Beibl – gitaar op (12)
- Thorsten Quaeschning – slagwerk op (13)

## Muziek
Alle van Froese:

| Nr. | Titel                            | Duur |
| --- | -------------------------------- | ---- |
| 1.  | Trauma                           |      |
| 2.  | Reset                            |      |
| 3.  | Awareness (1st teaching)         |      |
| 4.  | Novice (2nd teaching)            |      |
| 5.  | Strange voices                   |      |
| 6.  | Fathom (3rd teaching)            |      |
| 7.  | Oracular world (4th teaching)    |      |
| 8.  | Remembering Ayumi                |      |
| 9.  | Mellow Submersion (5th teaching) |      |
| 10. | Answers (6th teaching)           |      |
| 11. | Touching truth                   |      |
| 12. | Insight (7th teaching)           |      |
| 13. | Omniscience (8th teaching)       |      |
| 14. | Nothing and all                  |      |

Het levensverhaal van meneer H.T. 

CD1= Springtime in Nagasaki ·
CD2= Summer in Nagasaki ·
CD3= Autumn in Hiroshima ·
CD4= Winter in Hiroshima ·
CD5= The endless season